# Конституційний референдум у Сербії (2022)
Конституційний референдум у Сербії відбувся 16 січня 2022 року. Він стосувався змін до Конституції Сербії в частині, присвяченій судовій владі.
Для приведення судової системи Сербії відповідно до законодавства Європейського Союзу уряд Сербії запропонував змінити спосіб обрання суддів та прокурорів. Народна скупщина (парламент) прийняла пропозицію конституційною більшістю у дві третини голосів 7 червня 2021 року.
Перед оголошенням референдуму було прийнято зміни до Закону про референдум від 25 листопада 2021 року, коли було скасовано 50-відсотковий поріг для визнання референдуму дійсним.

## Результати
| Вибір                        | Голоси    | %     |
| ---------------------------- | --------- | ----- |
| Так                          | 1 189 460 | 60,24 |
| Ні                           | 785 163   | 39,76 |
|                              |           |       |
| Дійсні бюлетені              | 1 939 887 | 98,97 |
| Недійсні/порожні бюлетені    | 20 592    | 1,03  |
| Загалом голосів              | 1 995 215 | 100   |
| Зареєстрованих виборців/явка | 6 510 323 | 30,65 |
| Джерело: RIK                 |           |       |